# Olga Bîkova
Olga Bîkova (în rusă Ольга Быкова, n. 17 noiembrie 1922, Tiraspol — d. 26 decembrie 1999, Chișinău) a fost o activistă de partid și de stat în cadrul RSS Moldovenească.
Și-a făcut studiile la Școala Republicană de partid din Chișinău (1948-1950) și la Institutul Pedagogic Ion Creangă (absolvit în 1956).
A activat până la cel de-al doilea război mondial în calitate de directoare a Casei pionierilor. A fost secretară a organizației comsomoliste din județul Soroca în 1945-1947, instructoare și șef al departamentului presă din secția propagandă a Comitetului Central (C.C.) al Partidului Comunist al Moldovei (PCM) în 1950-1954, secretar secund al comitetului raional de partid Frunze din Chișinău în 1954-1956, adjunct și șef de secție în aparatul C.C. al PCM în 1957-1962  și, în final, ministrul asigurării sociale în guvernul RSSM în anii 1962-1985.
Olga Bîkova a contribuit la elaborarea și promovarea politicii sociale și a devenit președinte al consiliului veteranilor Ministerului Asigurării Sociale și locțiitor de președinte al Asociației foștilor membri pensionari ai guvernului republicii.